# Mahamat Saleh Haroun
Pour les articles homonymes, voir Saleh et Haroun.
Mahamat Saleh Haroun, né en 1961 à Abéché, est un réalisateur franco-tchadien vivant en France depuis 1982.
Il a aussi été ministre du développement touristique, de la culture et de l'artisanat du Tchad durant un an.

## Biographie

### Formation
Mahamat Saleh Haroun fait des études de cinéma à Paris au Conservatoire libre du cinéma français et se forme au journalisme à l'IUT de Bordeaux. Il travaille ensuite pour plusieurs quotidiens régionaux en France.

### Cinéma
En 1991, il réalise son premier court métrage Tan Koul, mais c'est son second film Maral Tanié réalisé en 1994 qui le fait connaître. Ce film raconte l'histoire du mariage forcé de la jeune Halimé avec un homme d'une cinquantaine d'années. Contrainte par ses parents au mariage, la jeune femme se refuse à son mari.
Mahamat Saleh Haroun réalise son premier long métrage, Bye Bye Africa, en 1999. Il est le premier réalisateur tchadien de l'histoire. En 2001, il réalise Letter from New york City, un court métrage qui obtient la même année le Prix de la meilleure vidéo au 11e Festival du cinéma africain de Milan. Le second long métrage, Abouna, en 2002, a remporté le prix de la meilleure image au FESPACO.
Le cinéaste tourne ensuite un documentaire, Kalala. Ce film est le portait intime d'Hissein Djibrine, un proche de Haroun  mort en 2003 du sida. Hissein Djibrine avait produit les deux premiers longs métrages du cinéaste, et Haroun est profondément touché par cette disparition.
En 2007, Mahamat Saleh Haroun réalise Daratt l'histoire du jeune Atim, 16 ans qui quitte son village pour N'Djamena dans le but de venger son père. Il retrouve rapidement l'assassin, un ancien criminel de guerre et se fait embaucher comme apprenti dans sa boulangerie. Mais face à cet homme Atim éprouve des sentiments qu'il n'a jamais connus. Ce film remporte l'étalon de bronze de Yennenga, ainsi que le Prix de la meilleure image au Fespaco.

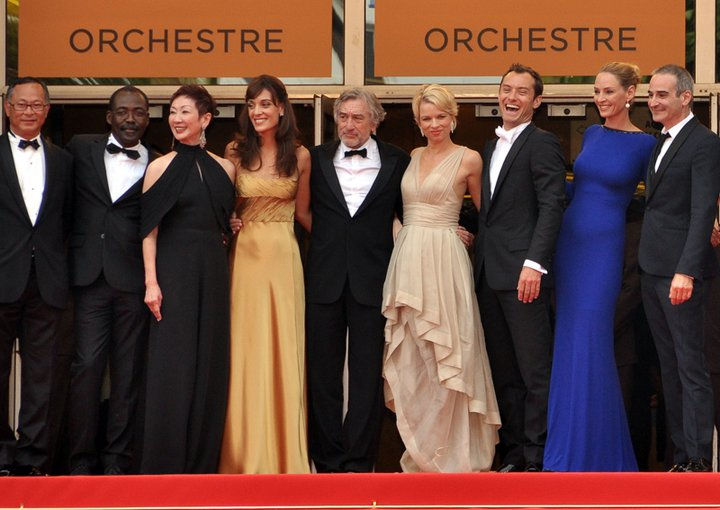
Jury du festival de Cannes 2011.

Son quatrième long métrage réalisé en 2010 s'intitule Un homme qui crie. Le film est sélectionné en compétition officielle lors du festival de Cannes et remporte le prix du jury. Ce long métrage raconte l'histoire tragique d'un homme et de son fils que la guerre civile au Tchad va séparer. Adam a une soixantaine d'années, ancien champion de natation et maître nageur dans la piscine d'un grand hôtel, il risque de perdre son poste, que la nouvelle direction de l'hôtel veut donner à son fils. Les rebelles sont aux portes de N'Djamena et Adam perd tous ses repères. Mahamat Saleh Haroun filme un climat de guerre qu'il connaît bien, puisqu'en 1980 il avait du fuir au Cameroun, grièvement blessé lors du conflit tchado-libyen. Pour ce film, il reçoit le prix Robert-Bresson à la Mostra de Venise.
L'année suivante, il est membre du jury des longs métrages présidé par Robert De Niro lors du festival de Cannes 2011. En 2012, il est nommé président du 28e Festival international du film d'amour de Mons ; présidence qu'il décide de quitter juste après les délibérations finales afin de montrer son désaccord avec les autres membres du jury.
Lors du 66e festival de Cannes en 2013, son film Grigris est présenté en sélection officielle. Au Tchad, la guerre qui était en toile de fond de tous les films du cinéaste est maintenant terminée. À travers le portrait croisé d'un jeune danseur handicapé et d'une prostituée qui rêve de devenir mannequin, Mahamat Saleh Haroun s'attache à montrer la jeunesse d'un pays en pleine reconstruction.
En 2016, il est à nouveau à Cannes pour présenter son film de témoignages Hissein Habré, une tragédie tchadienne qui donne la parole aux victimes du régime d'Hissène Habré, président de la république du Tchad de 1982 à 1990.
En 2021, il est de retour en compétition à Cannes avec son film Lingui, les liens sacrés.

### Politique
Mahamat Saleh Haroun a été ministre du développement touristique, de la culture et de l'artisanat du Tchad du 5 février 2017 au 8 février 2018. Le mois du livre et de la lecture est à mettre à son actif : tout le mois du novembre est dédié à la lecture.

### Littérature
En 2017, son premier roman, Djibril ou les ombres portées, est publié chez Gallimard.
En janvier 2022, il publie le roman Les Culs-Reptiles chez Gallimard. En janvier 2023, il reçoit le Prix Jean-Cormier qui récompense le meilleur livre francophone sur le sport. 

## Filmographie

### Longs métrages
- 1999 : Bye Bye Africa (documentaire)
- 2002 : Abouna
- 2006 : Daratt
- 2008 : Sexe, Gombo et beurre salé[15]
- 2010 : Un homme qui crie[6]
- 2013 : Grigris[16]
- 2016 : Hissein Habré, une tragédie tchadienne (documentaire)
- 2017 : Une saison en France
- 2021 : Lingui, les liens sacrés
- 2025 : Soumsoum, la nuit des astres

### Courts métrages
- 1994 : Maral Tanié[17]
- 1995 : Bord' Africa (documentaire)
- 1995 : Goï-Goï
- 1997 : Sotigui Kouyaté, un griot moderne (documentaire)[18]
- 1997 : B 400
- 1998 : Un thé au Sahel
- 2001 : Letter from New York City
- 2005 : Kalala (documentaire)[4]

## Publications
- 2017 : Djibril ou les ombres portées, Gallimard
- 2022 : Les Culs-Reptiles, Gallimard
- 2024 : Ma grand-mère était un homme, Stock

## Distinctions

### Décoration
- Chevalier de l’ordre des Arts et des Lettres en 2008

### Récompenses
- Mostra de Venise 1999 : Mention spéciale du Prix Luigi De Laurentiis et Prix CinemAvvenire pour Bye Bye Africa
- Mostra de Venise 2006 : Prix spécial du jury Daratt
- FESPACO 2007 : Étalon de bronze de Yennenga et prix de l'Union européenne pour Daratt
- Festival de Cannes 2010 : Prix du jury pour Un homme qui crie[19]
- Mostra de Venise 2010 : Prix Robert-Bresson (décerné par l'Église catholique) pour Un homme qui crie[20]
- Prix Jean-Cormier 2023 pour le roman Les Culs-Reptiles

### Sélections
- Mostra de Venise 2006 : en compétition pour le Lion d'or pour Daratt
- Festival de Cannes 2010 : en compétition pour la Palme d'or pour Un homme qui crie
- Festival de Cannes 2013 : en compétition pour la Palme d'or pour Grigris
- Festival de Cannes 2016 : en compétition pour l'Œil d'or pour Hissein Habré, une tragédie tchadienne
- Festival de Cannes 2021 : en compétition pour la Palme d'or pour Lingui, les liens sacrés